# Lâm Thanh Tường
Lâm Thanh Tường (chữ Hán: 林清祥, bính âm: Lín Qīngxiáng, phiên âm La tinh: Lim Chin Siong; 28 tháng 2 năm 1933 – 5 tháng 2 năm 1996) là một chính trị gia cánh tả có nhiều ảnh hưởng đối với chính trường và các công đoàn Singapore trong các thập niên 1950 và 1960. Ông là một trong những sáng lập viên và người lãnh đạo của đảng Barisan Sosialis. Ông bị chính quyền chống cộng của Lý Quang Diệu bắt và trục xuất khỏi Singapore vì họ cho rằng ông là một đảng viên cộng sản, điều mà cho đến nay vẫn còn gây tranh cãi.

## Thiếu thời
Lâm Thanh Tường sinh ra trong một gia đình sống tại phố Telok Ayer. Đầu tiên, ông theo học ở Johor, sau đó theo học tại trường Trung học Hoa kiều vào năm 1950. Ông bị đuổi học vì tham gia vào một phong trào của những người có tư tưởng chống lại nền thống trị của đế quốc Anh ở Singapore.

## Sự nghiệp chính trị
Ảnh hưởng của Lâm Thanh Tường bắt đầu phát sinh từ lúc ông tham gia công tác công đoàn với vị trí là một tổ chức viên của Công đoàn những công nhân xe buýt Singapore và Công đoàn những công nhân nhà máy và cửa hiệu Singapore. Khả năng nói tiếng Trung lưu loát của ông là một nhân tố quan trọng khiến Lâm Thanh Tường chiếm được cảm tình của đông đảo người dân thuộc cộng đồng Hoa kiều chiếm đa số ở Singapore. Tất cả những điều này khiến Lý Quang Diệu tuyển ông vào Đảng Nhân dân Hành động.

#### Ngôi sao chính trị đang lên
Lâm Thanh Tường gia nhập Đảng Nhân dân Hành động vào năm 1954. Danh tiếng của ông nhanh chóng nổi như cồn và ông trở thành lãnh tụ của giới công nhân Hoa kiều, các nghiệp đoàn và sinh viên Singapore trong thập niên 1950. Lâm được mô tả như một người mảnh khảnh nhưng tràn đầy sức trẻ, giàu đức hi sinh và có khuôn mặt rất điển trai. Những bài diễn thuyết bằng tiếng Trung giọng Phúc Kiến của ông đã trở thành huyền thoại. Trong quyền hồi ký The Singapore Story, Lý Quang Diệu đã rất tán thưởng giọng nói có sức mê hoặc lòng người của Lâm Thanh Tường: 
| “               | ...một tiếng nói ngân vang chảy ra một cách tuyệt vời từ chất giọng Phúc Kiến đặc trưng của anh ấy. Các cô gái thích mê anh ấy, đặc biệt là những nữ thành viên trong công đoàn. Một khi anh bắt đầu mà không cần chuẩn bị trước trong hai cuộc họp đầu tiên, thính giả vỗ tay không ngớt mỗi khi anh diễn thuyết. Cho đến hết chiến dịch tranh cử, Lâm Thanh Tường là một hình tượng đầy uy tín và anh là một nhân vật nổi bật trong chính trường Singapore lúc bấy giờ và, một điều thực sự đáng lo ngại trước mắt, anh còn nổi bật trong nội bộ Đảng Nhân dân Hành động. | ” |
| — Lý Quang Diệu | |   |

Ngay lúc mới 22 tuổi, Lâm Thanh Tường đã trúng cử đại biểu Hội đồng Lập pháp với tư cách là đại biểu của Bukit Timah năm 1955 và cùng với Lý Quang Diệu là hai đại diện của Đảng Nhân dân Hành động trong buổi thảo luận về nội dung Hiến pháp Singapore tổ chức tại Luân Đôn năm 1956.

#### Thời kỳ xuống dốc
Năm 1955, Lâm Thanh Tường và người cộng sự thân cận Phương Thủy Song (方水双, Fong Swee Suan）phát động một cuộc đình công của công nhân xe buýt mà về sau phát triển thành một cuộc bạo động của công nhân xe buýt Phúc Lợi. Về sau ông còn tham gia lãnh đạo Cuộc bạo động của sinh viên trung học người Hoa năm 1956 với mức độ còn cao hơn trước. Thủ hiến của Singapore lúc này là Lâm Hữu Phúc đã đàn áp hết sức tàn bạo các cuộc bạo loạn này; Lâm Thanh Tường cùng nhiều thủ lĩnh cánh tả khác đã bị bắt giam. Tuy nhiên sau đó Đảng Nhân dân Hành động đã giúp ông được thả vì họ cần sự giúp đỡ của ông trong kỳ vận động tranh cử. Năm 1959 ông được thả sau khi Đảng Nhân dân Hành động giành thắng lợi trong cuộc Tổng tuyển cử đầu tiên.
Tuy nhiên sau đó Lâm Thanh Tường bị nhóm lãnh đạo Đảng Nhân dân Hành động của Lý Quang Diệu trục xuất, và ông cùng những người cùng chí hướng với mình quyết định thành lập một đảng cánh tả riêng mang tên Barisan Sosialis vào ngày 17 tháng 9 năm 1961. Sau cuộc trưng cầu dân ý năm 1961 về việc sáp nhập Singapore vào Malaysia, Lâm Thanh Tường và nhiều bạn chiến đấu của ông bị Internal Security Act do đảng Nhân dân hành động cầm quyền giật dây bắt giam trong cái gọi là chiến dịch Coldstore diễn ra vào ngày 2 tháng 2 năm 1963.
Trong khoảng thời gian Singapore là một bang của Malaysia, đảng Barisan Sosialis đã tham gia cuộc Tổng tuyển cử Singapore năm 1963. Họ là một đối thủ nặng ký của đảng Nhân dân hành động cầm quyền, tuy nhiên cái tai họa Coldstore là một đòn nặng vào Barisan Sosialis. Sau sự kiện này, đảng Barisan Sosialis suy yếu dần và tan rã. Một bộ phận đảng viên gia nhập vào Đảng Công nhân Singapore hiện nay.
Về phía mình, trong lúc bị bắt giam, Lâm Thanh Tường bị suy sụp về tinh thần và từng có ý định tự tử. Ngày 28 tháng 7 năm 1969 Lâm Thanh Tường được phóng thích nhưng ông bị trục xuất sang Luân Đôn và bị cấm tham gia hoạt động chính trị tại Singapore. Năm 1979 ông và gia đình trở về cố quốc. Chín năm sau, cựu đảng của ông, Barisan Sosialis, chính thức gia nhập Đảng Công nhân Singapore.
Lâm Thanh Tưởng qua đời vào ngày 5 tháng 2 năm 1996 do nhồi máu cơ tim.

## Nghi vấn về Lâm Thanh Tường
Câu hỏi này cho đến giờ vẫn chưa có lời giải. Lý Quang Diệu khẳng định chắc chắn rằng Lâm Thanh Tường đúng là một đảng viên cộng sản, nhưng Lâm luôn luôn phủ định việc này. Ông cho rằng việc dán cái mác Cộng sản lên người mình là cách nhanh nhất và dễ nhất để chính quyền Lý Quang Diệu triệt hạ ông mà không cần phải mắc công đưa ra tòa án xét xử. Trần Bình, lãnh tụ của Đảng Cộng sản Malaya chưa bao giờ công nhận Lâm là một đảng viên Cộng sản, trong khi đó tổ chức của Đảng tại Miền Nam Thái Lan cũng chưa bao giờ thực thi ảnh hưởng của mình lên các hoạt động của những người cánh tả Singapore.
Thật ra Lý Quang Diệu từng cho rằng Lâm Thanh Tường sẽ là một thủ tướng trong tương lai của Singapore, tuy nhiên sau đó Lý triệt hạ ông vì rõ ràng, Lâm Thanh Tường là một đối thủ chính trị nặng ký đe dọa đến quyền lực của Lý Quang Diệu. Thật vậy, Lâm Thanh Tường lúc ấy là một thần tượng của chủ nghĩa dân tộc trong lòng đông đảo tầng lớp công nhân và sinh viên Singapore.
Một tài liệu mật của Anh quốc gần đây mới được công bố xác nhận rằng Lâm Thanh Tường không phải là một đảng viên Cộng sản như chính quyền Lý Quang Diệu gán cho ông suốt bao nhiêu lâu nay. Trong một bài luận, Giáo sư Greg Poulgrain của Đại học Griffith nói rằng viên Toàn quyền Anh tại Singapore cùng với Tổng thư ký của ông ta báo cáo với Luân Đôn rằng cảnh sát không tìm thấy bất cứ bằng chứng gì cho thấy Lâm Thanh Tường là một người cộng sản. Trong thời kỳ ông tham gia chính trường với tư cách là chính trị gia đối lập, người Anh và Thủ hiến Lâm Hữu Phúc, tức những thế lực chống cộng, đã ngầm kích động những thành viên công đoàn và sinh viên trong phong trào của Lâm thực hiện những hành động quá khích. Lý Quang Diệu đã vin vào những vụ như thế này để dán cái mác Cộng sản cho Lâm Thanh Tường và bắt bỏ tù ông để đối phó lại với việc Lâm cùng phần lớn đảng viên Đảng Nhân dân Hành động rút ra khỏi đảng nhằm thành lập Barisan Sosialis. Thế là từ một đồng sáng lập viên và một lãnh đạo của Đảng Nhân dân Hành động, Lâm bị chính những cựu đồng đảng của mình đàn áp và sau đó bị trục xuất sang Anh. Uy tín cao của Lâm trong quần chúng nhân dân đã khiến Lý Quang Diệu lo sợ rằng Lâm sẽ thay thế vị trí lãnh đạo của ông ta. Thậm chí ngay cả Trần Bình cũng khẳng định rằng Đảng Cộng sản Malaya chưa bao giờ có ý định khống chế Lâm Thanh Tường và Barisan Sosialis như lâu nay chính quyền Lý Quang Diệu vẫn tố cáo.
Chính vì vậy, thật khó mà nói được rằng có bao nhiêu người Singapore đến nay vẫn tin rằng Lâm Thanh Tường là một người cộng sản chỉ vì ông bị chính quyền Lý Quang Diệu gán cái mác Cộng sản bất chấp việc cho đến nay đã có những bằng chứng thuyết phục chứng minh cho điều ngược lại.

## Di sản
Di sản mà Lâm Thanh Tường và những người theo ông để lại cho đất nước Singapore chính là, những cống hiến quên mình của họ đã khiến đảng Nhân dân Hành động cầm quyền buộc phải có những chính sách cứng rắn trong việc chống tham nhũng và bảo vệ sự liêm chính cho bộ máy nhà nước nhằm củng cố vị thế của họ.
Lý Quang Diệu đã viết về Lâm Thanh Tường như sau trong tiểu sử của ông: 
| “                | Tôi thích và kính trọng anh ấy vì lối sống đơn giản và tinh thần hy sinh quên mình của anh. Anh không bao giờ phấn đấu vì tiền bạc hay vì vinh quang chính trị. Anh ấy hoàn toàn cống hiến sức lực cho lý tưởng của anh ấy… Chính vì những tiêu chuẩn mà những người như anh ấy đặt nền móng, chúng ta, những lãnh đạo Đảng Nhân dân Hành động vốn nhận được sự giáo dục kiểu Anh, cũng phải tự đặt ra cho mình những tiêu chuẩn khắt khe về tính liêm chính và lối sống khắc khổ để không bị sa ngã trước những cám dỗ chính trị. Những người như vậy thật quyết liệt và hoàn hảo. Chúng ta trở thành những người kiên định như họ khi theo đuổi mục đích chính trị của chúng ta. | ” |
| — Lý Quang Diệu, | |   |